# Tyrrell 025
Tyrrell 025 – samochód Formuły 1 zaprojektowany przez Harveya Postlethwaite'a i Mike'a Gascoyne'a, skonstruowany przez Tyrrell Racing na sezon 1997.
Model był rozwinięciem Tyrrella 024, ale różnił się nieco aerodynamicznie od poprzednika (m.in. wysokim nosem), co miało poprawić stabilność. Ze względu na niedostateczny docisk i słabą moc silnika Ford Postlethwaite opracował tzw. skrzydełka „X-wing”, zamontowane w miejscach dozwolonych przepisami. Mimo tej innowacji Tyrrell zdołał zdobyć w sezonie zaledwie dwa punkty za sprawą Miki Salo, który podczas Grand Prix Monako mimo uszkodzonego przedniego spojlera i braku pit-stopu był piąty. Były to jednocześnie ostatnie punkty Tyrrella w Formule 1.

## Wyniki w Formule 1
| Legenda oznaczeń w tabelach wyników Wyświetl szablon na nowej stronie | Legenda oznaczeń w tabelach wyników Wyświetl szablon na nowej stronie                                                                     |
| Oznaczenie                                                            | Wyjaśnienie |
| --------------------------------------------------------------------- | --- |
| Złoty                                                                 | Zwycięzca lub mistrzostwo |
| Srebrny                                                               | 2. miejsce lub wicemistrzostwo |
| Brązowy                                                               | 3. miejsce lub II wicemistrzostwo |
| Zielony                                                               | Ukończył, punktował (w klasyfikacji generalnej, gdy zdobył co najmniej jeden punkt na przestrzeni sezonu, poza trzema powyższymi opcjami) |
| Niebieski                                                             | Ukończył, nie punktował (w klasyfikacji generalnej, gdy nie zdobył co najmniej jednego punktu na przestrzeni sezonu)                      |
| Czerwony                                                              | Nie zakwalifikował się (NZ) |
| Czerwony                                                              | Nie prekwalifikował się (NPK) |
| Różowy                                                                | Nie ukończył (NU) |
| Różowy                                                                | Niesklasyfikowany (NS) (w klasyfikacji generalnej, gdy nie został sklasyfikowany w żadnym wyścigu sezonu)                                 |
| Czarny                                                                | Zdyskwalifikowany (DK) |
| Czarny                                                                | Wykluczony (WYK/EX) |
| Biały                                                                 | Nie wystartował (NW) |
| Biały                                                                 | Kontuzjowany (K/INJ) |
| Biały                                                                 | Wyścig odwołany (OD/C) |
| Bez koloru                                                            | Został wycofany (WYC/WD) |
| Bez koloru                                                            | Nie przybył (NP/DNA) |
| Bez koloru                                                            | Nie brał udziału w treningach (NT/DNP) |
| Bez koloru                                                            | Nie został zgłoszony (–) |
| Pogrubienie                                                           | Start z pole position |
| Kursywa                                                               | Najszybsze okrążenie wyścigu |
| †                                                                     | Nie ukończył, ale jego rezultat został zaliczony ze względu na przejechanie więcej niż 90% dystansu wyścigu.                              |
| *                                                                     | Sezon w trakcie |
| 1/2/3                                                                 | Punktowana pozycja w sprincie kwalifikacyjnym                                                                                             |
| Lista systemów punktacji Formuły 1                                    | |

| Sezon | Zespół       | Silnik | Kierowcy       | Wyniki w poszczególnych eliminacjach | Wyniki w poszczególnych eliminacjach | Wyniki w poszczególnych eliminacjach | Wyniki w poszczególnych eliminacjach | Wyniki w poszczególnych eliminacjach | Wyniki w poszczególnych eliminacjach | Wyniki w poszczególnych eliminacjach | Wyniki w poszczególnych eliminacjach | Wyniki w poszczególnych eliminacjach | Wyniki w poszczególnych eliminacjach | Wyniki w poszczególnych eliminacjach | Wyniki w poszczególnych eliminacjach | Wyniki w poszczególnych eliminacjach | Wyniki w poszczególnych eliminacjach | Wyniki w poszczególnych eliminacjach | Wyniki w poszczególnych eliminacjach | Wyniki w poszczególnych eliminacjach | Wyniki kierowców | Wyniki kierowców | Wyniki konstruktora | Wyniki konstruktora |
| 1997  |              |        |                | Australia                            | Brazylia                             | Argentyna                            | San Marino                           | Monako                               | Hiszpania                            | Kanada                               | Francja                              | Wielka Brytania                      | Niemcy                               | Węgry                                | Belgia                               | Włochy                               | Austria                              | Luksemburg                           | Japonia                              | Unia Europejska                      | Pkt.             | Msc.             | Pkt.                | Msc.                |
| ----- | ------------ | ------ | -------------- | ------------------------------------ | ------------------------------------ | ------------------------------------ | ------------------------------------ | ------------------------------------ | ------------------------------------ | ------------------------------------ | ------------------------------------ | ------------------------------------ | ------------------------------------ | ------------------------------------ | ------------------------------------ | ------------------------------------ | ------------------------------------ | ------------------------------------ | ------------------------------------ | ------------------------------------ | ---------------- | ---------------- | ------------------- | ------------------- |
| 1997  | PIAA Tyrrell | Ford   | Jos Verstappen | NU                                   | 15                                   | NU                                   | 10                                   | 8                                    | 11                                   | NU                                   | NU                                   | NU                                   | 10                                   | NU                                   | NU                                   | NU                                   | 12                                   | NU                                   | 13                                   | 16                                   | 0                | 21               | 2                   | 10                  |
| 1997  | PIAA Tyrrell | Ford   | Mika Salo      | NU                                   | 13                                   | 8                                    | 9                                    | 5                                    | NU                                   | NU                                   | NU                                   | NU                                   | NU                                   | 13                                   | 11                                   | NU                                   | NU                                   | 10                                   | NU                                   | 12                                   | 2                | 17               | 2                   | 10                  |